# سام فوغل
سام فوغل (بالإنجليزية: Sam Vogel)‏ (مواليد 28 يوليو 1902) هو ملاكم أمريكي، مثّل بلاده في الألعاب الأولمبية الصيفية 1920.

## روابط خارجية
سام فوغل على موقع أوليمبيديا (الإنجليزية)